# Haplopus cubensis
Haplopus cubensis är en insektsart som beskrevs av Henri Saussure 1868. Haplopus cubensis ingår i släktet Haplopus och familjen Phasmatidae. Inga underarter finns listade i Catalogue of Life.